# Tim Knauer
Tim Knauer (Amburgo, 9 novembre 1981) è un attore, doppiatore e conduttore radiofonico tedesco.

## Biografia
Ha iniziato conducendo trasmissioni radiofonico quando era ancora studente.
Dopo il diploma, ha preso lezioni di canto con la professoressa Marianne Bernhardt dell' HfMT di Amburgo. 
Oltre all'attività di attore, doppiatore e speaker radiofonico, ha studiato economia aziendale all'Università di Amburgo e si è laureato nel 2008 in economia aziendale.
È fratello minore dell'attrice Anja Knauer.

## Filmografia

### Televisione
- Alphateam - Die Lebensretter im OP - serie TV (2000)
- Die Rettungsflieger - serie TV (200)
- Il nostro amico Charly (Unser Charly) - serie TV (2001)
- La nostra amica Robbie (Hallo Robbie!) - serie TV (2001-2009)
- Doctor's Diary - Gli uomini sono la migliore medicina (Doctor's Diary - Männer sind die beste Medizin) - serie TV (2010)
- Guardia costiera (Küstenwache) - serie TV (2010)

## Doppiaggio
- Judson Mills in Walker Texas Ranger
- Charlie Cox in Daredevil, The Defenders, Spider-Man: No Way Home, She-Hulk: Attorney at Law, Echo, Daredevil - Rinascita
- Ben Platt in Voices, Pitch Perfect 2
- Dean O'Gorman in Lo Hobbit - Un viaggio inaspettato, Lo Hobbit - La desolazione di Smaug, Lo Hobbit - La battaglia delle cinque armate
- Cam Gigandet in Burlesque
- Aaron Tveit in Les Misérables
- Sam Claflin in Biancaneve e il cacciatore
- Zachary Levi in Thor: The Dark World
- Lakeith Stanfield in Scappa - Get Out
- Michiel Huisman in Rebel Moon - Parte 1: Figlia del fuoco, Rebel Moon - Parte 2: La sfregiatrice
- Wes Brown in Desperate Housewives
- Chris Pratt in Parks and Recreation
- Burgess Abernethy in H2O
- Alex Fitzalan in The Society
- Brendan Hines in The Tick
- Michael Rady in The Mentalist
- Michael X. Sommers in Sorry to Bother You
- Joe Taslim in Mortal Kombat
- Conor MacNeill in L'ultima vendetta

### Serie televisive d'animazione
- Access Time in Jeanne, la ladra del vento divino
- Neji Hyuga in Naruto
- Grimmjow Jaegerjaques in Bleach
- Rin Matsuoka in Free!
- Leonardo in Teenage Mutant Ninja Turtles - Tartarughe Ninja
- Boog in Fanboy & Chum Chum
- Reji Abaka in Yu-Gi-Oh! Arc-V
- Berthold Fubar in L'attacco dei giganti
- Kai Chisaki in My Hero Academia
- Jellal Fernandes in Fairy Tail
- Hyoga in Dr. Stone
- Shinta Fukuda in Bakuman.
- Yu Kanda in D.Gray-man
- Caesar Zeppeli in Le bizzarre avventure di JoJo:Battle Tendency
- Kalmaar in LEGO Ninjago
- Reinhard van Astrea in Re:Zero - Starting Life in Another World
- Tengen Uzui in Demon Slayer - Kimetsu no yaiba
- Twilight/Loid Forger in Spy × Family
- Daredevil in Il vostro amichevole Spider-Man di quartiere

### Videogiochi
- Darren Michaels in Black Mirror 2, Black Mirror 3
- Ellis in Left 4 Dead 2
- Carver in Dragon Age II